# Kazakstan i olympiska vinterspelen 2010
Kazakhstan deltog vid de olympiska vinterspelen 2010 med 39 aktiva i 8 sporter.

## Medaljer

### Silver
- Skidskytte
  - Distans damer: Jelena Chrustaljova

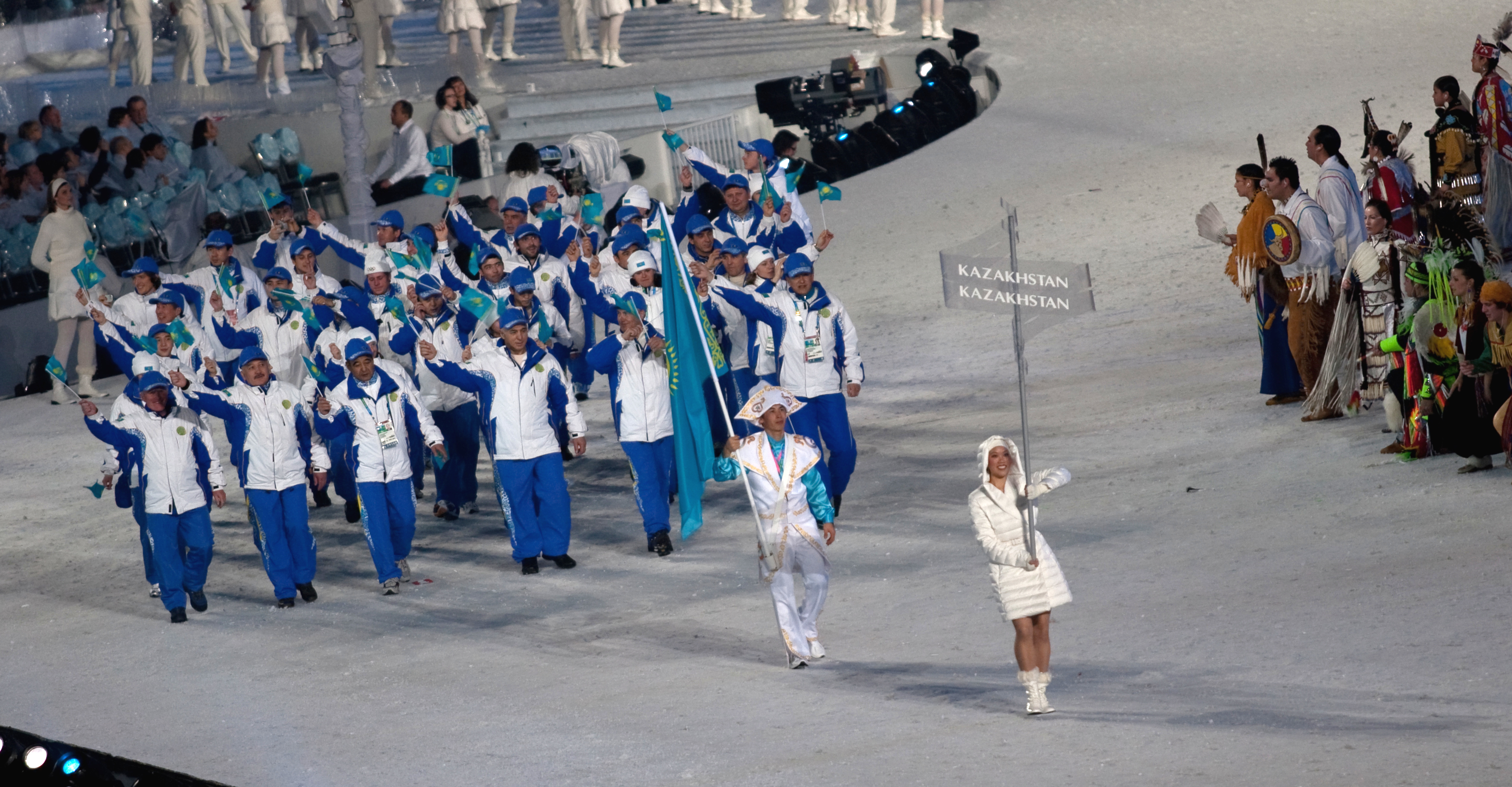

## Uttagna till OS
| Namn                        | Kön | Sport                                      |
| --------------------------- | --- | ------------------------------------------ |
| Lyudmila Fedotova           | D   | Alpin skidåkning (2 aktiva)                |
| Igor Zakurdaev              | H   | Alpin skidåkning (2 aktiva)                |
| Nikolay Karpenko            | H   | Backhoppning (3 aktiva)                    |
| Alex Korolev                | H   | Backhoppning (3 aktiva)                    |
| Radik Zhaparov              | H   | Backhoppning (3 aktiva)                    |
| Zhibek Arapbayeva           | D   | Freestyle (6 aktiva)                       |
| Yulia Galysheva             | D   | Freestyle (6 aktiva)                       |
| Yuliya Rodionova            | D   | Freestyle (6 aktiva)                       |
| Darya Rybalova              | D   | Freestyle (6 aktiva)                       |
| Dmitriy Barmashov           | H   | Freestyle (6 aktiva)                       |
| Dmitry Reiherd              | H   | Freestyle (6 aktiva)                       |
| Yekaterina Aydova           | H   | Höghastighetsåkning på skridskor (5 aktiv) |
| Dmitry Babenko              | H   | Höghastighetsåkning på skridskor (5 aktiv) |
| Roman Krech                 | H   | Höghastighetsåkning på skridskor (5 aktiv) |
| Denis Kuzin                 | H   | Höghastighetsåkning på skridskor (5 aktiv) |
| Natalya Rybakova            | H   | Höghastighetsåkning på skridskor (5 aktiv) |
| Denis Ten                   | H   | Konståkning (2 aktiva)                     |
| Abzal Rakimgaliyev          | H   | Konståkning (2 aktiva)                     |
| Elena Antonova              | D   | Längdskidåkning (11 aktiva)                |
| Oxana Jatskaja              | D   | Längdskidåkning (11 aktiva)                |
| Elena Kolomina              | D   | Längdskidåkning (11 aktiva)                |
| Svetlana Malahova-Sjisjkina | D   | Längdskidåkning (11 aktiva)                |
| Marina Matrossova           | D   | Längdskidåkning (11 aktiva)                |
| Tatjana Roshina             | D   | Längdskidåkning (11 aktiva)                |
| Nikolaj Tjebotko            | H   | Längdskidåkning (11 aktiva)                |
| Sergey Cherepanov           | H   | Längdskidåkning (11 aktiva)                |
| Yevgeniy Koshevoy           | H   | Längdskidåkning (11 aktiva)                |
| Aleksej Poltoranin          | H   | Längdskidåkning (11 aktiva)                |
| Yevgeniy Velichko           | H   | Längdskidåkning (11 aktiva)                |
| Aidar Bekzhanov             | H   | Short track (1 aktiv)                      |
| Nikolay Braichenko          | H   | Skidskytte (9 aktiva)                      |
| Alexsandr Chervyhkov        | H   | Skidskytte (9 aktiva)                      |
| Lyubov Filmonova            | H   | Skidskytte (9 aktiva)                      |
| Dias Keneshev               | H   | Skidskytte (9 aktiva)                      |
| Jelena Chrustaljova         | H   | Skidskytte (9 aktiva)                      |
| Anna Lebedeva               | H   | Skidskytte (9 aktiva)                      |
| Marina Lebedeva             | H   | Skidskytte (9 aktiva)                      |
| Yan Savitskiy               | H   | Skidskytte (9 aktiva)                      |
| Alexandr Trifovov           | H   | Skidskytte (9 aktiva)                      |